# Eremopezus
Eremopezus es un género de aves prehistóricas, posiblemente un paleognato. Solo se conoce a partir de los restos fósiles de una sola especie, el enorme y presumiblemente no volador Eremopezus eocaenus. Esto era encontrado en depósitos de la formación Jebel Qatrani del Eoceno superior alrededor de la escarpa de Qasr el Sagha, al norte del lago Birket Qarun cerca de Faiyum en Egipto. Las rocas en las que se encuentran sus fósiles se depositaron en el Priaboniano, y la más antigua data de hace unos 36 millones de años (Ma) y la más joven no menos de unos 33 Ma.
No se sabe con precisión de qué estratos se recolectaron los primeros restos de esta ave. Anteriormente se los consideraba de la edad del Oligoceno temprano, unos 33-30 Ma, pero ahora se supone que esto es incorrecto, ya que solo la parte superior y no toda la Formación Jebel Qatrani es de la edad del Oligoceno. También es posible que sean de la Formación Qasr el Sagha un poco más antigua, pero como tanto esta como las partes del Oligoceno de la Formación Jebel Qatrani se depositaron en un ecosistema marcadamente diferente al de la Formación Jebel Qatrani del Eoceno, ahora se supone que todo el material de E. eocaenus proviene de las rocas más bajas de la Formación Jebel Qatrani.